# Ewelina
Ewelina – imię żeńskie.
Wedle danych rejestru PESEL imię Ewelina według stanu na 25 stycznia 2025 w Polsce nosi 148 117 kobiet. Jest na 49. miejscu pod względem popularności. Formę wariantową Ewelin noszą 3 kobiety.
Wedle danych rejestru PESEL imię Ewelina według stanu na 19 stycznia 2024 w Polsce nosiło 148 205 kobiet. Było wówczas na 49. miejscu pod względem popularności.
Ewelina imieniny obchodzi: 26 maja i 24 grudnia.

## Pochodzenie imienia
Imię wywodzi się od irlandzkiego „Éibhleann” i oznacza radość, światło. Inna możliwość to starofrancuskie aveline (mały ptak), co jest zdrobnieniem od łacińskiego avis (ptak).

## Osoby noszące imię Ewelina
- Evelyn Ashford – amerykańska sprinterka
- Evelyn De Morgan – brytyjska malarka
- Ewelina Flinta – polska piosenkarka
- Evelyn Glennie – szkocka perkusistka
- Ewelina Hańska – polska arystokratka, żona Honoré de Balzaca
- Evelyn Insam – włoska skoczkini narciarska
- Ewelina Januszewska – polska szachistka
- Evelyn Keyes – amerykańska aktorka
- Evelyn Knight – amerykańska piosenkarka
- Ewelina Kobryn – polska koszykarka
- Ewelina Kopic – polska dziennikarka
- Ewelina Lisowska – polska piosenkarka
- Evelyn Matthei – chilijska polityk
- Ewelina Nurczyńska-Fidelska – polska historyk filmu
- Ewelina Ptak – polska lekkoatletka
- Ewelina Ruckgaber – polska aktorka, prezenterka telewizyjna i piosenkarka
- Ewelina Saszenko – litewsko-polska piosenkarka
- Evelyn Sears – amerykańska tenisistka
- Ewelina Serafin – polska aktorka
- Ewelina Sętowska-Dryk – polska lekkoatletka
- Ewelina Toborek – polska siatkarka
- Ewelina Walendziak – polska aktorka
- Eveline Widmer-Schlumpf – szwajcarska polityk, Prezydent Szwajcarii